# غواصة يو-13
غواصة يو-13 كانت واحدة من 329 غواصة تخدم في البحرية الإمبراطورية الألمانية اثناء الحرب العالمية الأولى. شاركت يو-91 في الحرب البحرية في الحرب العالمية الأولى ومعركة الأطلسي الأولى. غادرت الغواصة ميناء هليغولاند في 6 أغسطس 1914 ولم تظهر مجددا. ربما تكون قد وقعت ضحية لحقل ألغام دفاعي ألماني في هليغولاند، أو بسبب حادث أو عطل ميكانيكي.